# Fabio Baggio
Fabio Baggio, né le 15 janvier 1965 à Bassano del Grappa (Italie), est un prêtre catholique italien au service du Saint-Siège, actuel sous-secrétaire du Dicastère pour le service du développement humain intégral. Le 6 octobre 2024, le pape François le crée cardinal au cours du consistoire du 7 décembre 2024.

## Biographie
Fabio Baggio est né le 15 janvier 1965 à Bassano del Grappa, dans la province de Vicence. En 1976, il rejoint les Missionnaires de Saint-Charles et intègre leur séminaire où il effectue ses études de philosophie et théologie. Il effectue ses vœux perpétuels en 1991 et est ordonné prêtre le 11 juillet 1992.
Il est ensuite élève de l'université pontificale grégorienne à Rome où il obtient une licence et un doctorat en histoire de l'Église. De 1995 à 1997, il est missionnaire à Santiago au Chili où il est conseiller de la commission sur les migrations de la Conférence épiscopale du Chili. De 1997 à 2002, il est missionnaire en Argentine, où il dirige le département des migrations de l'archidiocèse de Buenos Aires. À partir de 1999, il est aussi responsable de l'évangélisation au nom des missions pontificales d'Argentine.
De 1999 à 2010, il enseigne à l'université del Salvador de Buenos Aires mais aussi à l'Institut de théologie de São Paulo, à l'université Ateneo de Manila, à l'École de théologie Maryhill de Quezon City, où il est directeur du centre scalabrinien des Migrations et du journal Asian and Pacific Migration Journal.
De 2000 à 2017, il enseigne aussi l'Institut scalabrinien des Migrations internationales de la Faculté de théologie de l'université pontificale urbanienne dont il devient professeur titulaire et doyen en 2013. 
Le 1er janvier 2017, le pape François le nomme sous-secrétaire de la Section des migrants et des réfugiés du Dicastère pour le service du développement humain intégral avec Michael Czerny. Le 26 août 2021, il devient membre de la Commission COVID-19 du Vatican.
Le 23 avril 2022, François le confirme dans ses fonctions et élargit ses responsabilités aux "projets spéciaux".
Le 6 octobre 2024, le pape François annonce qu'il sera créé cardinal au cours d'un consistoire le 7 décembre 2024, avec 20 autres prélats. Il est créé avec le titre de cardinal-diacre de San Filippo Neri in Eurosia.
Le 31 octobre 2024, il est nommé archevêque titulaire d'Urusi. Il est consacré évêque le 11 janvier 2025 par le cardinal Michael Czerny, assisté du cardinal Silvano Tomasi et de Giuliano Brugnotto, évêque de Vicence.
Le 11 janvier 2025, le pape le nomme membre du Dicastère pour les laïcs, la famille et la vie.